# 아주 멀지 않은 사람
《아주 멀지 않은 사람》은 2002년 3월 15일에 MBC에서 방영한 베스트극장이다.

## 등장 인물

### 주요 인물
- 이상아 : 미경 역
- 나문희 : 미경의 시어머니 역
- 송일국 : 종덕 역 - 경찰
- 서지희 : 선주 역 - 미경의 딸

### 그 외 인물
- 김지영
- 이종만
- 문미봉
- 이영자
- 이경아
- 윤영주
- 최세환
- 이민재
- 장경희
- 최민주
- 이수윤
- 윤종환
- 이진수